# Sc Heerenveen in het seizoen 2011/12 (vrouwen)
Het seizoen 2011/2012 is het 5e jaar in het bestaan van de Heerenveense vrouwenvoetbalclub sc Heerenveen. De club kwam uit in de Eredivisie en heeft deelgenomen aan het toernooi om de KNVB beker.

## Wedstrijdstatistieken

### Eredivisie
|                    | ADO Den Haag | FC Twente | SC Telstar VVNH | FC Utrecht | VVV-Venlo | FC Zwolle |
| ------------------ | ------------ | --------- | --------------- | ---------- | --------- | --------- |
| Thuis              | 1 – 4        | 1 – 1     | 1 – 2           | 0 – 1      | 1 – 2     | 4 – 3     |
| Uit                | 1 – 1        | 2 – 1     | 3 – 2           | 0 – 1      | 2 – 3     | 0 – 2     |
| 3e wedstrijd (T/U) | 0 – 2 (T)    | 0 – 0 (U) | 4 – 2 (U)       | 4 – 1 (U)  | 1 – 3 (T) | 3 – 4 (T) |

### KNVB beker
| Achtste finale                            | RCL           | 0 – 6 (0 – ?) | sc Heerenveen                                                              |  |
| Plaats: Leiderdorp Sportpark De Bloemerd  |               |               | Onbekend                                                                   |  |
| Kwartfinale                               | sc Heerenveen | 0 – 4 (0 – ?) | FC Twente                                                                  |  |
| Plaats: Heerenveen Sportpark Skoatterwâld |               |               | 15' Maayke Heuver 53' Marlous Pieëte 84' Joyce Mijnheer 90' Marlous Pieëte |  |

## Statistieken sc Heerenveen 2011/2012

### Eindstand sc Heerenveen Vrouwen in de Eredivisie 2011 / 2012
| Stand | Gespeeld | Gewonnen | Gelijk | Verloren | Punten | Doelpunten voor | Doelpunten tegen | Gele kaarten | Rode kaarten |
| ----- | -------- | -------- | ------ | -------- | ------ | --------------- | ---------------- | ------------ | ------------ |
| 7e    | 18       | 4        | 3      | 11       | 15     | 25              | 38               | 7            | 1            |

### Topscorers
| #                | Naam                            | Goal |
| ---------------- | ------------------------------- | ---- |
| 1.               | Vivianne Miedema                | 10   |
| 2.               | Nangila van Eyck                | 6    |
| 3.               | Sherida Spitse                  | 3    |
| 4.               | Wendy Mulder                    | 2    |
| 5.               | Marieke de Boer                 | 1    |
| 5.               | Marije Brummel                  | 1    |
| 5.               | Si Shut Hau                     | 1    |
| Eigen doelpunten |                                 |      |
| 1.               | Rowena Blankestijn (FC Utrecht) | 1    |
| Totaal           | Totaal                          | 25   |

| #      | Naam                 | Goal |
| ------ | -------------------- | ---- |
| –      | Onbekend (Tegen RCL) | 6    |
| Totaal | Totaal               | 6    |

### Kaarten
| #      | Naam             |   |
| ------ | ---------------- | - |
| 1.     | Hilde Winters    | 3 |
| 2.     | Sherida Spitse   | 2 |
| 3.     | Marije Brummel   | 1 |
| 3.     | Bernou Hylkema   | 1 |
| 3.     | Ingrid Schuiten  | 1 |
| 3.     | Maruschka Waldus | 1 |
| Totaal | Totaal           | 7 |

| #      | Naam        |   |
| ------ | ----------- | - |
| –      | Geen speler | 0 |
| Totaal | Totaal      | 0 |

| #      | Naam             |   |
| ------ | ---------------- | - |
| 1.     | Maruschka Waldus | 1 |
| Totaal | Totaal           | 1 |